# Lilium rubescens
Lilium rubescens är en liljeväxtart som beskrevs av Sereno Watson. Lilium rubescens ingår i släktet liljor, och familjen liljeväxter. Inga underarter finns listade.

## Bildgalleri

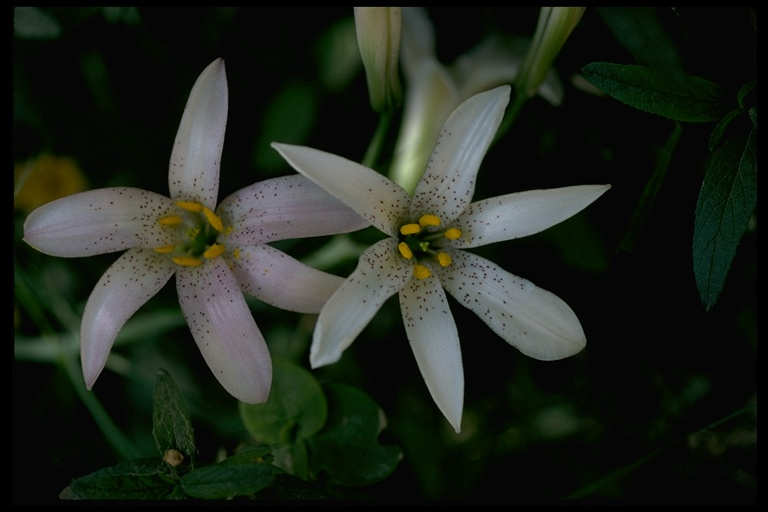